# Le Trait
Le Trait är en kommun i departementet Seine-Maritime i regionen Normandie i nordvästra Frankrike. Kommunen ligger i kantonen Barentin som tillhör arrondissementet Rouen. År 2022 hade Le Trait 4 742 invånare.

## Befolkningsutveckling
| Befolkningsutvecklingen i Le Trait 1968–2021 | Befolkningsutvecklingen i Le Trait 1968–2021 | Befolkningsutvecklingen i Le Trait 1968–2021 | Befolkningsutvecklingen i Le Trait 1968–2021 | Befolkningsutvecklingen i Le Trait 1968–2021 |
| -------------------------------------------- | -------------------------------------------- | -------------------------------------------- | -------------------------------------------- | -------------------------------------------- |
|                                              |                                              |                                              |                                              |                                              |
| År                                           |                                              |                                              | Folkmängd                                    |                                              |
| 1968                                         | 1968                                         |                                              | 6 408                                        |                                              |
| 1975                                         | 1975                                         |                                              | 6 321                                        |                                              |
| 1982                                         | 1982                                         |                                              | 5 917                                        |                                              |
| 1990                                         | 1990                                         |                                              | 5 485                                        |                                              |
| 1999                                         | 1999                                         |                                              | 5 397                                        |                                              |
| 2007                                         | 2007                                         |                                              | 5 186                                        |                                              |
| 2015                                         | 2015                                         |                                              | 5 119                                        |                                              |
| 2021                                         | 2021                                         |                                              | 4 780                                        |                                              |